# 阿卜杜勒·拉赫曼·巴扎兹

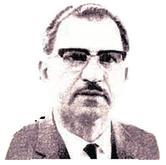
al-Bazzaz

阿卜杜勒·拉赫曼·巴扎兹（阿拉伯语：‎，拉丁化：Abdul Rahman al-Bazzaz，1913年—1973年8月24日），伊拉克政治人物，曾任总理。

## 生平
1964年5月1日至1965年4月30日，阿卜杜勒·拉赫曼·巴扎兹担任石油输出国组织秘书长；1965年出任外交部长达数月，后於1965年他成为伊拉克总理。阿卜杜勒·萨拉姆·阿里夫总统死亡时代理三天总统，1966年8月选举前离开总理职位。